# 라이언 히가
라이언 히가(Ryan Higa)는 1990년 6월 6일에 태어난 하와이섬 힐로 출신의 오키나와 일본계 미국인 유튜브 코미디언이다.
그의 유튜브 채널인 nigahiga에는 2019년 4월 현재 2100만명 이상의 구독자를 보유하고 있다. www.celebritynetworth.com에 의하면 그의 순자산금은 현재 이백만 USD이다.

## 배경
아버지 웬들 히가와 어머니 루시 히가 사이에서 태어난 그는 5살 때부터 형인 카일과 함께 유도와 농구를 했었고 고등학교 때는 유도 검은띠를 받았다. 고등학교에서는 National Honor Society의 멤버였던 그는 친구들이랑 방과후 비디오 게임, 볼링과 영화를 즐겼다. 영화를 매우 좋아하던 라이언은 친구들과 영화관을 일주일에 두 번 정도 찾아갔는데 어느날 지루해서 집에서 직접 동영상을 찍어 봤다고 한다. 그 이후로 친구들이랑 자주 동영상을 찍었는데 동영상들에 대한 반응들이 무척 좋았고 2006년에 유튜브를 발견해 고등학교 동창인 숀 후지요시와 함께 유튜브 채널 nigahiga를 7월 20일에 시작하였다. 그는 현재 유튜브 (YouTube)에서 약 1700만(17,000,000) 명의 구독자를 보유하고 있다. 고등학교를 졸업한 그는 현재 UNLV에서 영화를 전공하고 있다.

## 니가히가(nigahiga)
2006년 시작한 니가히가는 숀 후지요시, 팀 에노스, 태린 내고과 히가가 합쳐 만든 "Yabo Crew"의 채널이다. 그러나 히가가 대학을 위해 라스 베가스로 간 이후로 사실상 솔로 프로젝트가 되었고 현재는 다른 멤버들은 히가가 하와이에 있을 경우 연출한다. 니가히가는 처음에는 립싱크와 패러디 영상이 중심적으로 올라왔지만, 이후 how-to 시리즈로 세계적인 인기를 얻게 된다. How to be Ninja, How to be Gangster, How to be Emo, How to be Nerd 4개의 영상은 특히 조회가 많았지만, 모두 사용하는 음악의 저작권에 대한 위반으로 삭제되었다. 히가는 삭제된 4개의 영상들을 다시 올렸었지만 유튜브에 의해 다시 삭제되었다. 그 이후로 히가는 모든 영상들의 음악을 직접 작곡하고 제작했다. 유튜브에서 그들의 비디오의 총 재생 횟수는 5억회를 넘었으며, 2009년 8월 21일, 구독자수가 135만명에 이르러 그때까지 구독자수로 1위였던 프레드 피글혼을 제치고 구독자수가 제일 높은 채널이 되었다 (그리고 2011년에 RayWilliamJohnson에게 1위를 양보했어야 했지만 아직도 구독자수로는 제일 높은 유튜브 채널 중에 속한다). 2008년 11월 14일에는 감독Richard Van Vleet의 지원으로 제작되었던 첫 영화 "Ryan's and Sean's not so excellent adventure" 가 캘리포니아와 하와이의 영화관들에서 상영되었다. 이런 인기로 인해 라이언 히가는 제시카 알바와 캐시 워런의 페이지인 www.ibeatyou.com을 위해 동영상을 제작하기도 했다.

## 다른 프로젝트들
히가는 2011년에 HigaTV라는 새로운 채널을 만들었다. 이 채널에서는 NG씬들이 올라오거나 다른 유튜브 배우들이랑 어울리면서 찍은 비디오 블로그들이 많이 올라오로 현재 400만이 넘는 구독자가 있다. 2012년에는 새로운 유튜브 스타들을 발굴하기 위한 캐스팅쇼  Internet Icon 을 만들기 위해 KevJumba, 체스터 시, 저스틴 린과 함께 YOMYOMF Network라는 새로운 채널을 공동 시작했고 첫주에 10만명이 넘는 구독자와 백만번이 넘개 시청되었다.

## 작품 목록
라이언 히가의 작품들은 다양한 시리즈들로 나눌 수 있다

### 영화
- Ryan's and Sean's Not So Excellent Adventure (2008)
- Ninja Melk (2009)
- Agent's of Secret Stuff (2010)

### Movies In Minutes
- Movies In Minutes: Titanic
- Movies In Minutes: The Grudge
- Movies In Minutes: Twilight
- Movies In Minutes: Harry Potter
- Movies In Minutes: X-Men Origins - Wolverine
- Movies In Minutes: Transformers: Revenge of the Household Objects
- Movies In Minutes: Saw 12
- Movies In Minutes: New Moon
- Movies In Minutes: Facebook The Movie
- Movies In Minutes: Never Say Never
- Movies In Minutes: Final Destination
- Movies In Minutes: Chronicle
- Movies In Minutes: Avengers

### Off the Pill
- Off the Pill: Stink People
- Off the Pill: Farts
- Off the Pill: Nosy People
- Off the Pill: 2009
- Off the Pill: Bieber Fever
- Off the Pill: Weird People
- Off the Pill: Rebecca Black (Friday)
- Off the Pill: Arrogant People
- Off the Pill: Feminist
- Off the Pill: Dancing
- Off the Pill: Christmas Spirit
- Off the Pill: Judgement
- Off the Pill: The Olympics

### Dear Ryan
- Dear Ryan: Defeating a Ninja
- Dear Ryan: Superhero
- Dear Ryan: Makeup Guro
- Dear Ryan: Lamp
- Dear Ryan: Basketball - Tubing Weather Lamp
- Dear Ryan: Are you a Liar?
- Dear Ryan: Extreme
- Dear Ryan: Epic Meal Time
- Dear Ryan: Can you open your Eyes?
- Dear Ryan: Clondike Bars
- Dear Ryan: Stop posting Videos!
- Dear Ryan: What does the Fox say?

### Skitzo
- Skitzo: Introductions
- Skitzo: The Halloween Story
- Skitzo: The PSA
- Skitzo: Valentine's Day
- Skitzo: Despicable Me
- Skitzo: Reunited
- Skitzo: Nose Scar

### How to Be
- How to be: Fruit Ninja
- How to be: Gangster
- How to be: Nerd
- How to be: UFC Fighter
- How to be: Youtube Celebrity
- How to spot a Pothead
- How to survive a Horror Movie

### Subscribers!
- 1,000,000
- 2,000,000
- 3,000,000
- 4,000,000
- 5,000,000
- Just Wanted To Say
- Why Lamps?!

## 음악
저작권 문제로 동영상이 유튜브에서 지속적으로 삭제되자 히가는 자신의 동영상에 필요한 음악을 직접 작곡하기 시작했고
뮤직 비디오도 찍기 시작했다
- Yank Dat Cameltoe!
- Sorry Fans, Blame My ADD
- So Damn Stupid!
- I Miss You Soulja Boy!
- The Ninja Glare
- Tweet Whore
- I'm a Chingstah!
- Like a Good Boy!
- Shed a Tear
- I'm Hardcore
- NIce Guys
- Christmas Swag
- Bromance
- Clenching my Booty
- The Handshake Song
- Coffee Shop Love
- Ignored